# Formula 2 – sezona 2022.
| FIA Formula 2 prvenstvo 2022. | FIA Formula 2 prvenstvo 2022. |
|                               | Prvak                         |
| ----------------------------- | ----------------------------- |
| Vozač                         | Nepoznata kratica »«          |
| Momčad                        | Nepoznata kratica »«          |
| Prethodna sezona              | Sljedeća sezona               |
| 2021.                         | 2023.                         |
| Formula 1 – sezona 2022.      |                               |
| Formula 3 – sezona 2022.      |                               |

Formula 2 – sezona 2022. je 6. sezona FIA Formula 2 prvenstva, koju organizira Međunarodna automobilistička federacija.

## Vozači i momčadi
| Momčad                | Šasija          | Motor                   | Gume | Br. | Vozač             | Utrke |
| --------------------- | --------------- | ----------------------- | ---- | --- | ----------------- | ----- |
| Prema Racing          | Dallara F2 2018 | Mecachrome 4.0 GP2 V6 t | P    | 1   | Dennis Hauger     | Sve   |
| Prema Racing          | Dallara F2 2018 | Mecachrome 4.0 GP2 V6 t | P    | 2   | Jehan Daruvala    | Sve   |
| Virtuosi Racing       | Dallara F2 2018 | Mecachrome 4.0 GP2 V6 t | P    | 3   | Jack Doohan       | Sve   |
| Virtuosi Racing       | Dallara F2 2018 | Mecachrome 4.0 GP2 V6 t | P    | 4   | Marino Sato       | Sve   |
| Carlin                | Dallara F2 2018 | Mecachrome 4.0 GP2 V6 t | P    | 5   | Liam Lawson       | Sve   |
| Carlin                | Dallara F2 2018 | Mecachrome 4.0 GP2 V6 t | P    | 6   | Logan Sargeant    | Sve   |
| Hitech Grand Prix     | Dallara F2 2018 | Mecachrome 4.0 GP2 V6 t | P    | 7   | Marcus Armstrong  | Sve   |
| Hitech Grand Prix     | Dallara F2 2018 | Mecachrome 4.0 GP2 V6 t | P    | 8   | Jüri Vips         | Sve   |
| ART Grand Prix        | Dallara F2 2018 | Mecachrome 4.0 GP2 V6 t | P    | 9   | Frederik Vesti    | Sve   |
| ART Grand Prix        | Dallara F2 2018 | Mecachrome 4.0 GP2 V6 t | P    | 10  | Théo Pourchaire   | Sve   |
| MP Motorsport         | Dallara F2 2018 | Mecachrome 4.0 GP2 V6 t | P    | 11  | Felipe Drugovich  | Sve   |
| MP Motorsport         | Dallara F2 2018 | Mecachrome 4.0 GP2 V6 t | P    | 12  | Clément Novalak   | Sve   |
| Campos Racing         | Dallara F2 2018 | Mecachrome 4.0 GP2 V6 t | P    | 14  | Olli Caldwell     | Sve   |
| Campos Racing         | Dallara F2 2018 | Mecachrome 4.0 GP2 V6 t | P    | 15  | Ralph Boschung    | Sve   |
| DAMS                  | Dallara F2 2018 | Mecachrome 4.0 GP2 V6 t | P    | 16  | Roy Nissany       | Sve   |
| DAMS                  | Dallara F2 2018 | Mecachrome 4.0 GP2 V6 t | P    | 17  | Ayumu Iwasa       | Sve   |
| Trident               | Dallara F2 2018 | Mecachrome 4.0 GP2 V6 t | P    | 20  | Richard Verschoor | Sve   |
| Trident               | Dallara F2 2018 | Mecachrome 4.0 GP2 V6 t | P    | 21  | Calan Williams    | Sve   |
| Charouz Racing System | Dallara F2 2018 | Mecachrome 4.0 GP2 V6 t | P    | 22  | Enzo Fittipaldi   | Sve   |
| Charouz Racing System | Dallara F2 2018 | Mecachrome 4.0 GP2 V6 t | P    | 23  | Cem Bölükbaşı     | Sve   |
| Van Amersfoort Racing | Dallara F2 2018 | Mecachrome 4.0 GP2 V6 t | P    | 24  | Jake Hughes       | Sve   |
| Van Amersfoort Racing | Dallara F2 2018 | Mecachrome 4.0 GP2 V6 t | P    | 25  | Amaury Cordeel    | Sve   |

## Promjene u Formuli 2

### Momčadske promjene
Promjene unutar Formule 2
- Marcus Armstrong:[1] DAMS → Hitech Grand Prix
- Jehan Daruvala:[2] Carlin → Prema Racing
- Felipe Drugovich:[3] UNI-Virtuosi Racing → MP Motorsport
- Liam Lawson:[4] Hitech Grand Prix → Carlin
- Marino Sato:[5] Trident → Virtuosi Racing
- Jake Hughes:[6] HWA Racelab → Van Amersfoort Racing (Hughes je 2020. vozio na 2 utrke, a 2021. na 8 utrka, dok je ove godine odvezao prvu punu sezonu Formule 2.)

Došli u Formulu 2
- Cem Bölükbaşı:[7] EuroFormula Open → Charouz Racing System
- Amaury Cordeel:[8] Formula 3 → Van Amersfoort Racing
- Jack Doohan:[9] Formula 3 → Virtuosi Racing (Doohan je 2021. vozio na 6 utrka za MP Motorsport, a ove godine je odvezao prvu punu sezonu Formule 2.)
- Dennis Hauger:[10] Formula 3 → Prema Racing
- Ayumu Iwasa:[11] Formula 3 → DAMS
- Clément Novalak:[12] Formula 3 → MP Motorsport (Novalak je 2021. vozio na 6 utrka za MP Motorsport, a ove godine je odvezao prvu punu sezonu Formule 2.)
- Logan Sargeant:[13] Formula 3 → Carlin (Sargeant je 2021. vozio 3 utrke za HWA Racelab, a ove godine je odvezao prvu punu sezonu Formule 2.)
- Frederik Vesti:[14] Formula 3 → ART Grand Prix
- Calan Williams:[15] Formula 3 → Trident
- Olli Caldwell:[16] Formula 3 → Campos Racing (Caldwell je 2021. vozio na 6 utrka za Campos Racing, a ove godine je odvezao prvu punu sezonu Formule 2.)
- Enzo Fittipaldi:[17] Formula 3 → Charouz Racing System (Fittipaldi je 2021. vozio na 8 utrka za Charouz Racing System, a ove godine je odvezao prvu punu sezonu Formule 2.)

Otišli iz Formule 2 prije početka sezone
- Guanyu Zhou: UNI-Virtuosi Racing → Formula 1
- Christian Lundgaard: ART Grand Prix → IndyCar
- Dan Ticktum: Carlin → Formula E
- Oscar Piastri: Prema Racing → test vozač u Formuli 1
- Robert Švarcman: Prema Racing → test vozač u Formuli 1

## Vanjske poveznice
- FIA Formula 2 Championship